# La Venadera
La Venadera är en ort i Mexiko.   Den ligger i kommunen Doctor González och delstaten Nuevo León, i den centrala delen av landet, 700 km norr om huvudstaden Mexico City. La Venadera ligger 313 meter över havet och antalet invånare är 148.
Terrängen runt La Venadera är platt österut, men västerut är den kuperad. Runt La Venadera är det mycket glesbefolkat, med 5 invånare per kvadratkilometer. Närmaste större samhälle är Hidalgo, 13,1 km öster om La Venadera. Trakten runt La Venadera består i huvudsak av gräsmarker.